# Перелік ракетних ударів під час російського вторгнення (літо 2023)
Перелік ракетних ударів які завдають обидві сторони війни під час російського вторгнення в Україну, інформація про які була опублікована у відкритих джерелах.
Без ударів некерованими ракетами авіації, артилерії, РСЗВ та комплексів С-300.

## Засоби ураження
| назва      | назва         | носій          | тип                                                 | створено | дальність | бойова частина          | КІВ       |
| ---------- | ------------- | -------------- | --------------------------------------------------- | -------- | --------- | ----------------------- | --------- |
| Shahed 136 | —             | —              | дрон-камікадзе                                      | 2020     | 2500 км   | 46,5 кг (51 кг серія К) | 5-15 м    |
| Х-31       | —             | авіація        | авіаційна ракета класу «повітря-поверхня»           | 1988     | 110 км    | 87 кг                   | 10-15 м   |
| 5В55       | —             | С-300          | зенітна ракета                                      | 1970     | 75 км     | 130 кг                  | 50-100 м  |
| 48Н6       | —             | С-300, С-400   | зенітна ракета                                      | 1990     | 150 км    | 145 кг                  | 30-50 м   |
| Х-35       | «Звєзда»      | авіація        | крилата протикорабельна ракета                      | 1973     | 300 км    | 145 кг                  | 5-10 м    |
| Х-59       | «Овод»        | авіація        | авіаційна ракета класу «повітря-поверхня»           | 1975     | 45 км     | 148 кг                  | 10-20 м   |
| 48Н6М      | —             | С-300, С-400   | зенітна ракета                                      | 2007     | 200 км    | 150 кг                  | 10-30 м   |
| 48Н6ДМ     | —             | С-300, С-400   | зенітна ракета                                      | 2007     | 250 км    | 180 кг                  | 10-20 м   |
| Х-38       | —             | авіація        | авіаційна ракета класу «повітря-поверхня»           | 2012     | 40 км     | 250 кг                  | 5-10 м    |
| 3М55       | П-800 «Онікс» | флот           | універсальна протикорабельна ракета                 | 1987     | 600 км    | 300 кг                  | 10-20 м   |
| 3M22       | «Циркон»      | флот           | протикорабельна крилата ракета                      | 2021     | 1000 км   | 300 кг                  | 5-10 м    |
| Х-69       | —             | авіація        | крилата ракета класу «повітря-поверхня»             | 2022     | 290 км    | 310 кг                  | 10-20 м   |
| Х-29       | —             | авіація        | авіаційна ракета класу «повітря-земля»              | 1980     | 30 км     | 317 кг                  | 5-20 м    |
| Х-101      | —             | Ту-95, Ту-160  | стратегічна крилата ракета класу «повітря-поверхня» | 1999     | 5500 км   | 400 кг                  | 10-20 м   |
| 3М14       | «Калібр»      | флот           | крилата ракета                                      | 2012     | 2600 км   | 450 кг                  | 10-20 м   |
| 9М723      | «Іскандер»    | «Іскандер-М»   | балістична ракета класу «поверхня-поверхня»         | 2011     | 400 км    | 480 кг                  | 5-10 м    |
| 9М728      | «Іскандер»    | «Іскандер-К»   | крилата ракета класу «поверхня-поверхня»            | 2008     | 500 км    | 480 кг                  | 5-7 м     |
| 9М729      | «Іскандер»    | «Іскандер-К»   | крилата ракета класу «поверхня-поверхня»            | 2018     | 1500 км   | 480 кг                  | 5-7 м     |
| 9М79       | «Точка»       | 9К79 «Точка»   | ракета тактичного ракетного комплексу               | 1973     | 70 км     | 482 кг                  | 100-150 м |
| 9М79-1     | «Точка-У»     | 9К79 «Точка-У» | ракета тактичного ракетного комплексу               | 1989     | 120 км    | 482 кг                  | 30-50 м   |
| KN-23      | Hwasong-11Ga  | —              | тактична балістична ракета                          | 2018     | 550 км    | 500 кг                  | 5-10 м    |
| Х-47М2     | «Кинджал»     | МіГ-31К        | аеробалістична ракета                               | 2017     | 2000 км   | 500 кг                  | 10-20 м   |
| Х-22       | «Буря»        | Ту-22          | крилата протикорабельна ракета                      | 1962     | 330 км    | 950 кг                  | 500-700 м |

## Ракетні удари

### Червень
Зафіксовано щонайменше 208 ракет з російського боку. 157 ракет було перехоплено силами ППО.
| Удари завдані Україною | Удари завдані Україною | Удари завдані Україною | Удари завдані Україною            | дата       | Удари завдані Росією                                           | Удари завдані Росією  | Удари завдані Росією | Удари завдані Росією | Удари завдані Росією                                               |
| регіон                 | місце                  | ракети                 | влучання                          | дата       | регіон                                                         | місце                 | ракети               | ракети               | влучання, загиблі/поранені                                         |
| ---------------------- | ---------------------- | ---------------------- | --------------------------------- | ---------- | -------------------------------------------------------------- | --------------------- | -------------------- | -------------------- | ------------------------------------------------------------------ |
|                        |                        |                        |                                   | 01.06.2023 | Київська обл. та Київ                                          | Київська обл. та Київ | 3/3                  | Іскандер-К           | перехоплено українською ППО, ураження уламками, жертви: 3/10       |
| 7/7                    | Іскандер-М             |                        |                                   | 01.06.2023 | Київська обл. та Київ                                          | Київська обл. та Київ |                      |                      | перехоплено українською ППО, ураження уламками, жертви: 3/10       |
| Запорізька обл.        | Бердянськ              | Storm Shadow           | військова інфраструктура          | 02.06.2023 | Україна                                                        | Україна               | 15/15                | Х-101*               | перехоплено українською ППО                                        |
| Херсонська обл.        | Генічеськ              | —                      | не встановлено                    | 02.06.2023 |                                                                |                       |                      |                      |                                                                    |
| Донецька обл.          | Мар'їнка               | ракета GMLRS           | особовий склад                    | 02.06.2023 |                                                                |                       |                      |                      |                                                                    |
| Запорізька обл.        | Мелітополь             | —                      | не встановлено                    | 03.06.2023 | Дніпропетровська обл.                                          | Підгородне            | 0/1                  | —                    | ракета влучила в житлову забудову, жертви: 1/22                    |
|                        |                        |                        |                                   | 03.06.2023 | Донецька обл.                                                  | Слов'янськ            | 0/1                  | —                    | вулчання у житлову забудову, жертви: 0/0                           |
| Запорізька обл.        | Бердянськ              | Точка-У                | військова інфраструктура          | 04.06.2023 | Україна                                                        | Україна               | 4/6                  | Х-101*               | 4 ракети перехоплено українською ППО                               |
|                        |                        |                        |                                   | 04.06.2023 | Кіровоградська обл.                                            | Кропивницький         | 4/6                  | Х-101*               | 2 влучання на територію аеродрому, жертви: 0/0                     |
| Донецька обл.          | Маріуполь              | —                      | військова інфраструктура          | 05.06.2023 |                                                                |                       |                      |                      |                                                                    |
| Донецька обл.          | Донецьк                | ракета GMLRS           | не встановлено                    | 05.06.2023 |                                                                |                       |                      |                      |                                                                    |
| Донецька обл.          | Донецьк                | AGM-88                 | не встановлено                    | 05.06.2023 |                                                                |                       |                      |                      |                                                                    |
| Донецька обл.          | Водяне                 | ракета GMLRS           | особовий склад                    | 05.06.2023 |                                                                |                       |                      |                      |                                                                    |
| Луганська обл.         | Первомайськ            | ракета GMLRS           | не встановлено                    | 05.06.2023 |                                                                |                       |                      |                      |                                                                    |
| Луганська обл.         | Ірміно                 | ракета GMLRS           | не встановлено                    | 05.06.2023 |                                                                |                       |                      |                      |                                                                    |
| Луганська обл.         | Молодіжне              | ракета GMLRS           | не встановлено                    | 05.06.2023 |                                                                |                       |                      |                      |                                                                    |
| Херсонська обл.        | Новоолексіївка         | Storm Shadow           | військова інфраструктура          | 06.06.2023 | Україна                                                        | Україна               | 35/35                | Х-101*               | перехоплено українською ППО, ураження уламками, жертви: 0/0        |
| Запорізька обл.        | Токмак                 | —                      | військова інфраструктура          | 06.06.2023 |                                                                |                       |                      |                      |                                                                    |
| Запорізька обл.        | Мирне                  | —                      | військова інфраструктура          | 06.06.2023 |                                                                |                       |                      |                      |                                                                    |
| Донецька обл.          | Маріуполь              | —                      | військова інфраструктура          | 06.06.2023 |                                                                |                       |                      |                      |                                                                    |
| Луганська обл.         | Луганськ               | Storm Shadow           | військова інфраструктура          | 08.06.2023 | Черкаська обл.                                                 | Умань                 | 0/2                  | Калібр               | цивільна інфраструктура, жертви: 0/8                               |
| Запорізька обл.        | Бердянськ              | —                      | промислова інфраструктура         | 08.06.2023 |                                                                |                       |                      |                      |                                                                    |
| Херсонська обл.        | Щасливцеве             | Storm Shadow           | командний пункт                   | 09.06.2023 | Житомирська обл.                                               | Звягель               | 4/6                  | Х-101*               | перехоплено українською ППО, ураження уламками, жертви: 1/3        |
| Херсонська обл.        | Залізний Порт          | —                      | військова інфраструктура          | 09.06.2023 | Харківська обл.                                                | Безлюдівка            | 0/1                  | Калібр               | не встановлено, жертви: 0/0                                        |
| Україна                | Україна                | ракета GMLRS           | 2С19 «Мста-С»                     | 10.06.2023 | Полтавська область                                             | Миргород              | 2/8                  | Іскандер             | військова інфраструктура, жертви: 0/0                              |
|                        |                        |                        |                                   | 10.06.2023 | Одеська область                                                | Одеса                 | 2/8                  | —                    | цивільна інфраструктура, жертви: 0/3                               |
| Запорізька обл.        | Приморськ              | Storm Shadow           | командний пункт                   | 12.06.2023 |                                                                |                       |                      |                      |                                                                    |
| Луганська обл.         | Луганськ               | —                      | військова інфраструктура          | 13.06.2023 | Дніпропетровська обл.                                          | Кривий Ріг            | 11/14                | Х-101*               | влучання у багатоквартирний житловий будинок, жертви: 13/28        |
| Донецька обл.          | Ялинське               | M30A1                  | 2х 2С19 «Мста-С»                  | 13.06.2023 | схід України                                                   | схід України          | 11/14                | Х-101*               | перехоплено українською ППО                                        |
| Запорізька обл.        | Пологи                 | AGM-88                 | не встановлено                    | 13.06.2023 |                                                                |                       |                      |                      |                                                                    |
|                        |                        |                        |                                   | 14.06.2023 | Одеська обл.                                                   | Одеса                 | 3/4                  | Калібр               | житлові будинки, храм, комерційна нерухомість, жертви: 3/4         |
| Донецька обл.          | Краматорськ            | 0/6                    | Х-22                              | 14.06.2023 | житлові будинки, жертви: 2/2                                   |                       |                      |                      |                                                                    |
| Донецька обл.          | Костянтинівка          | 0/6                    | Х-22                              | 14.06.2023 | житлові будинки, жертви: 1/1                                   |                       |                      |                      |                                                                    |
| Донецька обл.          | Бахмутський р-н        | ракета GMLRS           | Р-934Б «Синиця»                   | 15.06.2023 | Дніпропетровська обл.                                          | Кривий Ріг            | 1/4                  | Х-101*               | промислова інфраструктура, жертви: 0/1                             |
| Донецька обл.          | Волноваха              | —                      | не встановлено                    | 15.06.2023 |                                                                |                       |                      |                      |                                                                    |
|                        |                        |                        |                                   | 16.06.2023 | Херсонська обл.                                                | Херсон                | 0/2                  | Х-59                 | адміністративна будівля, жерви: 0/0                                |
| Київська обл.          | Київська обл.          | 6/6                    | Х-47М                             | 16.06.2023 | перехоплено українською ППО, пошкодження уламками, жертви: 0/6 |                       |                      |                      |                                                                    |
| Київська обл.          | Київська обл.          | 6/6                    | Калібр                            | 16.06.2023 | перехоплено українською ППО, пошкодження уламками, жертви: 0/6 |                       |                      |                      |                                                                    |
| Херсонська обл.        | Рикове                 | —                      | склад боєприпасів, особовий склад | 18.06.2023 |                                                                |                       |                      |                      |                                                                    |
| Херсонська обл.        | Скадовськ              | —                      | не встановлено                    | 18.06.2023 |                                                                |                       |                      |                      |                                                                    |
| Донецька обл.          | Волноваха              | ракета GMLRS           | не встановлено                    | 19.06.2023 | південь України                                                | південь України       | 4/4                  | Калібр               | перехоплено українською ППО                                        |
| Запорізька обл.        | Бердянськ              | —                      | військова інфраструктура          | 20.06.2023 | Запорізька обл.                                                | Запоріжжя             | 0/1                  | Іскандер-М           | цивільна інфраструктура, жертви: 0/0                               |
| Херсонська обл.        | Чонгар                 | Storm Shadow           | міст                              | 22.06.2023 | Дніпропетровська обл.                                          | Криворізький р-н      | 0/3                  | Х-22                 | пустир, цивільна інфраструктура, комунальні мережі, жертв: 0/0     |
|                        |                        |                        |                                   | 22.06.2023 | Дніпропетровська обл.                                          | Криворізький р-н      | 0/3                  | Х-47М                | пустир, цивільна інфраструктура, комунальні мережі, жертв: 0/0     |
| Херсонська обл.        | Скадовськ              | Storm Shadow           | військова інфраструктура          | 23.06.2023 | Україна                                                        | Україна               | 13/13                | Х-101*               | перехоплено українською ППО                                        |
| Херсонська обл.        | Генічеськ              | Storm Shadow           | військова інфраструктура          | 23.06.2023 |                                                                |                       |                      |                      |                                                                    |
| Запорізька обл.        | Бердянськ              | —                      | не встановлено                    | 24.06.2023 | Україна                                                        | Україна               | 40/40                | Х-101*               | цивільна та інша забудова, ураження уламками, жертви: 2/19         |
| Донецька обл.          | Урзуф                  | —                      | не встановлено                    | 24.06.2023 | Україна                                                        | Україна               | 0/9                  | Х-22                 | цивільна та інша забудова, ураження уламками, жертви: 2/19         |
| Донецька обл.          | Донецька обл.          | ракета GMLRS           | 5х БМ-21 «Град»                   | 24.06.2023 | Україна                                                        | Україна               | 1/2                  | Калібр               | цивільна та інша забудова, ураження уламками, жертви: 2/19         |
| Луганська обл.         | Луганськ               | —                      | не встановлено                    | 25.06.2023 |                                                                |                       |                      |                      |                                                                    |
| Донецька обл.          | Кодема                 | ракета GMLRS           | ЗРК 9К35 «Стріла-10»              | 26.06.2023 | Одеська обл.                                                   | Одеська обл.          | 2/3                  | Калібр               | ураження уламками, наслідки влучання третьої ракети не встановлено |
| Запорізька обл.        | Бердянськ              | Storm Shadow           | військова інфраструктура          | 27.06.2023 | Полтавська обл.                                                | Кременчук             | 0/2                  | Х-22                 | влучання у дачний кооператив, жертви: 0/0                          |
| Запорізька обл.        | Приморськ              | Storm Shadow           | військова інфраструктура          | 27.06.2023 |                                                                |                       |                      |                      |                                                                    |
| Запорізька обл.        | Мелітополь             | —                      | склад боєприпасів                 | 28.06.2023 |                                                                |                       |                      |                      |                                                                    |
| Запорізька обл.        | Токмак                 | —                      | не встановлено                    | 29.06.2023 |                                                                |                       |                      |                      |                                                                    |
| Запорізька обл.        | Бердянськ              | Storm Shadow           | військова інфраструктура          | 30.06.2023 | Херсонська обл.                                                | Херсон                | 0/1                  | Іскандер             | влучання у залишки зруйнованого мостового переходу                 |

*Х-101/Х-555/Х-55

### Липень
Зафіксовано щонайменше 158 ракет з російського боку. 85 ракет були перехоплені силами ППО, щонайменше 3 ракети передчасно вибухнули/впали.
| Удари завдані Україною | Удари завдані Україною | Удари завдані Україною | Удари завдані Україною                   | дата       | Удари завдані Росією                               | Удари завдані Росією  | Удари завдані Росією | Удари завдані Росією | Удари завдані Росією                                    |
| регіон                 | місце                  | ракети                 | влучання                                 | дата       | регіон                                             | місце                 | ракети               | ракети               | влучання, загиблі/поранені                              |
| ---------------------- | ---------------------- | ---------------------- | ---------------------------------------- | ---------- | -------------------------------------------------- | --------------------- | -------------------- | -------------------- | ------------------------------------------------------- |
| південь України        | південь України        | ракета GMLRS           | 2С5 «Гіацинт-С»                          | 01.07.2023 |                                                    |                       |                      |                      |                                                         |
| Запорізька обл.        | Мелітополь             | —                      | не встановлено                           | 01.07.2023 |                                                    |                       |                      |                      |                                                         |
| Запорізька обл.        | Токмак                 | ракета GMLRS           | не встановлено                           | 01.07.2023 |                                                    |                       |                      |                      |                                                         |
| Донецька обл.          | Донецьк                | AGM-88                 | не встановлено                           | 01.07.2023 |                                                    |                       |                      |                      |                                                         |
|                        |                        |                        |                                          | 02.07.2023 | Україна                                            | Україна               | 3/3                  | Калібр               | перехоплено українською ППО, жертви: 0/0                |
| РФ, Приморськ-Ахтарськ | РФ, Приморськ-Ахтарськ | 1/1                    | Х-22                                     | 02.07.2023 | ймовірний аварійний скид боєприпасу                |                       |                      |                      |                                                         |
| Україна                | Україна                | ракета GMLRS           | 3х БМ-21 «Град», 2С7М «Малка»            | 03.07.2023 |                                                    |                       |                      |                      |                                                         |
| Україна                | Україна                | Storm Shadow           | не встановлено                           | 04.07.2023 | Харківська обл.                                    | Первомайський         | 0/1                  | Іскандер             | влучання у двір житлового будинку, жертви: 0/31         |
| Донецька обл.          | Бахмутський р-н        | ракета GMLRS           | 2С1 «Гвоздика»                           | 04.07.2023 | Харківська обл.                                    | Білий Колодязь        | —                    | —                    | влучання у законсервоване с/г підприємство, жертви: 0/0 |
| Запорізька обл.        | Якимівка               | —                      | військова інфраструктура                 | 04.07.2023 |                                                    |                       |                      |                      |                                                         |
| Донецька обл.          | Волноваха              | —                      | органи окупаційної влади                 | 05.07.2023 |                                                    |                       |                      |                      |                                                         |
| Донецька обл.          | Дебальцеве             | ракета GMLRS           | С-400 та особовий склад                  | 05.07.2023 |                                                    |                       |                      |                      |                                                         |
| Запорізька обл.        | Запорізька обл.        | ракета GMLRS           | 9А54 «Торнадо»                           | 06.07.2023 | Львівська область                                  | Львів                 | 7/11                 | Калібр               | влучання у житловий будинок, жертви: 10/48              |
| Запорізька обл.        | Решетилівське          | ракета GMLRS           | 2С19 «Мста-С»                            | 06.07.2023 | Львівська область                                  | Золочівський р-н      | 7/11                 | Калібр               | приватне домогосподарство, жертви: 0/0                  |
|                        |                        |                        |                                          | 06.07.2023 | Україна                                            | Україна               | 7/11                 | Калібр               | перехоплено українською ППО, жертви: 0/0                |
| Україна                | Україна                | ракета GMLRS           | 2С19 «Мста-С»                            | 07.07.2023 |                                                    |                       |                      |                      |                                                         |
| Україна                | Україна                | ракета GMLRS           | БМ-21 «Град»                             | 07.07.2023 |                                                    |                       |                      |                      |                                                         |
| Луганська обл.         | Суходільськ            | Storm Shadow           | склад боєприпасів                        | 07.07.2023 |                                                    |                       |                      |                      |                                                         |
| Запорізька обл.        | Запорізька обл.        | ракета GMLRS           | 2х БМ-27 «Ураган»                        | 08.07.2023 |                                                    |                       |                      |                      |                                                         |
| АР Крим                | АР Крим                | 5В28                   | відомо про ракетні атаки                 | 09.07.2023 |                                                    |                       |                      |                      |                                                         |
| РФ, Ростовська обл.    | РФ, Ростовська обл.    | 5В28                   | відомо про ракетні атаки                 | 09.07.2023 |                                                    |                       |                      |                      |                                                         |
| РФ, Калузька обл.      | РФ, Калузька обл.      | 5В28                   | відомо про ракетні атаки                 | 09.07.2023 |                                                    |                       |                      |                      |                                                         |
| АР Крим                | Керч                   | —                      | заявлено про збиття української ракети   | 09.07.2023 |                                                    |                       |                      |                      |                                                         |
| Запорізька обл.        | Зарічне                | —                      | військова інфраструктура                 | 09.07.2023 |                                                    |                       |                      |                      |                                                         |
| Запорізька обл.        | Любимівка              | —                      | військова інфраструктура                 | 09.07.2023 |                                                    |                       |                      |                      |                                                         |
| РФ, Битош              | РФ, Битош              | 5В28                   | промислова інфраструктура                | 10.07.2023 | Миколаївська обл.                                  | Миколаїв              | 0/1                  | Іскандер-М           | не встановлено, жертви: 0/0                             |
| Україна                | Україна                | ракета GMLRS           | 5П85СМ2-01, 92Н6А (складові С-400)       | 11.07.2023 |                                                    |                       |                      |                      |                                                         |
| Україна                | Україна                | ракета GMLRS           | особовий склад, вантажівка               | 11.07.2023 |                                                    |                       |                      |                      |                                                         |
| Херсонська обл.        | Новоолексіївка         | ракета GMLRS           | склад боєприпасів                        | 11.07.2023 |                                                    |                       |                      |                      |                                                         |
| Херсонська обл.        | Скадовськ              | —                      | військова інфраструктура                 | 11.07.2023 |                                                    |                       |                      |                      |                                                         |
| Запорізька обл.        | Запорізька обл.        | ракета GMLRS           | військова інфраструктура                 | 11.07.2023 |                                                    |                       |                      |                      |                                                         |
| Запорізька обл.        | Бердянськ              | Storm Shadow           | командний пункт                          | 11.07.2023 |                                                    |                       |                      |                      |                                                         |
| Запорізька обл.        | Бердянськ              | —                      | повторний удар, не встановлено           | 11.07.2023 |                                                    |                       |                      |                      |                                                         |
| Запорізька обл.        | Токмак                 | —                      | військова інфраструктура                 | 11.07.2023 |                                                    |                       |                      |                      |                                                         |
| Запорізька обл.        | Токмацький р-н         | ракета GMLRS           | 2С5 «Гіацинт-С»                          | 12.07.2023 |                                                    |                       |                      |                      |                                                         |
|                        |                        |                        |                                          | 13.07.2023 | Україна                                            | Україна               | 2/2                  | Калібр               | перехоплено українською ППО, жертви: 0/0                |
| 0/1                    | Іскандер-М             | не встановлено         |                                          | 13.07.2023 | Україна                                            | Україна               |                      |                      |                                                         |
| Запорізька обл.        | Малокатеринівка        | 0/2                    | Іскандер-К                               | 13.07.2023 | влучання у промисловий об'єкт, жертви: 0/2+        |                       |                      |                      |                                                         |
| Україна                | Україна                | ракета GMLRS           | БМ-21 «Град»                             | 14.07.2023 |                                                    |                       |                      |                      |                                                         |
| Запорізька обл.        | Очеретувате            | ракета GMLRS           | військова інфраструктура                 | 15.07.2023 |                                                    |                       |                      |                      |                                                         |
| Запорізька обл.        | Гусарка                | ракета GMLRS           | 9А310М1-2 (складова 9К37 «Бук»)          | 15.07.2023 |                                                    |                       |                      |                      |                                                         |
| Донецька обл.          | Відродження            | ракета GMLRS           | Р-330Ж «Житель»                          | 15.07.2023 |                                                    |                       |                      |                      |                                                         |
| Україна                | Україна                | Storm Shadow           | йиовірна атака військової інфраструктури | 16.07.2023 | РФ, Бєлгородський р-н                              | РФ, Бєлгородський р-н | 0/1                  | —                    | самознищення невстановленої ракети                      |
| Донецька обл.          | Бахмутський р-н        | ракета GMLRS           | 2С4 «Тюльпан»                            | 16.07.2023 | Запорізька обл.                                    | Запорізька обл.       | 1/2                  | Х-22                 | інфраструктурний об'єкт, передчасне падіння 2-ї ракети  |
| Донецька обл.          | Маріуполь              | —                      | не встановлено                           | 16.07.2023 |                                                    |                       |                      |                      |                                                         |
| Луганська обл.         | Луганськ               | Storm Shadow           | склад боєприпасів                        | 16.07.2023 |                                                    |                       |                      |                      |                                                         |
| Запорізька обл.        | Бердянськ              | —                      | не встановлено                           | 16.07.2023 |                                                    |                       |                      |                      |                                                         |
| Херсонська обл.        | Херсонська обл.        | ракета GMLRS           | військова інфраструктура                 | 17.07.2023 |                                                    |                       |                      |                      |                                                         |
| Запорізька обл.        | Запорізька обл.        | ракета GMLRS           | БМ-21 «Град», вантажівка                 | 18.07.2023 | Одеська обл.                                       | Одеса                 | 6/6                  | Калібр               | перехоплено ППО, ураження уламками, жертви: 0/1         |
| Запорізька обл.        | Чистопілля             | ракета GMLRS           | 2С5 «Гіацинт-С»                          | 18.07.2023 |                                                    |                       |                      |                      |                                                         |
| Донецька обл.          | Покровський р-н        | ракета GMLRS           | військова інфраструктура                 | 19.07.2023 | Україна                                            | Україна               | 1/1                  | Х-59                 | перехоплено ППО                                         |
|                        |                        |                        |                                          | 19.07.2023 | Одеська обл.                                       | Одеська обл.          | 13/16                | Калібр               | промислова, цивільна забудова, жертви: 0/10             |
| 0/6                    | П-800 «Онікс»          |                        |                                          | 19.07.2023 | Одеська обл.                                       | Одеська обл.          |                      |                      | промислова, цивільна забудова, жертви: 0/10             |
| 0/8                    | Х-22                   | не встановлено         |                                          | 19.07.2023 | Одеська обл.                                       | Одеська обл.          |                      |                      |                                                         |
| 0/8                    | Х-22                   | Миколаївська обл.      | Коблеве                                  | 19.07.2023 | влучання у готельний комплекс, жертви: 0/2         |                       |                      |                      |                                                         |
| Херсонська обл.        | Привілля               | ракета GMLRS           | особовий склад (ймовірно С-300)          | 20.07.2023 | Одеська обл.                                       | Одеса                 | 2/3                  | Калібр               | промислова, цивільна забудова, жертви: 1/10             |
|                        |                        |                        |                                          | 20.07.2023 | Одеська обл.                                       | Одеса                 | 0/7                  | П-800 «Онікс»        | промислова, цивільна забудова, жертви: 1/10             |
| 0/4                    | Х-22                   |                        |                                          | 20.07.2023 | Одеська обл.                                       | Одеса                 |                      |                      | промислова, цивільна забудова, жертви: 1/10             |
| Миколаївська обл.      | Миколаїв               | 3/5                    | Іскандер                                 | 20.07.2023 | житловий будинок, жертви: 2/18                     |                       |                      |                      |                                                         |
| 21.07.2023             | Одеська обл.           | Одеська обл.           | —                                        | —          | агропідприємство, склад продовольства, жертви: 0/2 |                       |                      |                      |                                                         |
| 21.07.2023             | Одеська обл.           | Одеська обл.           | 0/7                                      | —          | влучання в інфраструктурний об'єкт                 |                       |                      |                      |                                                         |
| АР Крим                | Октябрське             | Storm Shadow           | аеродром, військова інфраструктура       | 22.07.2023 |                                                    |                       |                      |                      |                                                         |
| Донецька обл.          | Донецька обл.          | ракета GMLRS           | 2С7М «Малка»                             | 23.07.2023 | Одеська обл.                                       | Одеса                 | 0/5                  | П-800 «Онікс»        | жит. будинки, храм, памʼятки архітектури, жертви: 1/22  |
|                        |                        |                        |                                          | 23.07.2023 | Одеська обл.                                       | Одеса                 | 0/3                  | Х-22                 | жит. будинки, храм, памʼятки архітектури, жертви: 1/22  |
| 4/4                    | Калібр                 |                        |                                          | 23.07.2023 | Одеська обл.                                       | Одеса                 |                      |                      | жит. будинки, храм, памʼятки архітектури, жертви: 1/22  |
| 5/5                    | Іскандер-К             |                        |                                          | 23.07.2023 | Одеська обл.                                       | Одеса                 |                      |                      | жит. будинки, храм, памʼятки архітектури, жертви: 1/22  |
| 0/2                    | Іскандер-М             |                        |                                          | 23.07.2023 | Одеська обл.                                       | Одеса                 |                      |                      | жит. будинки, храм, памʼятки архітектури, жертви: 1/22  |
| Запорізька обл.        | Заповітне              | ракета GMLRS           | 9A310M1 (складова 9К37 «Бук»)            | 24.07.2023 |                                                    |                       |                      |                      |                                                         |
| АР Крим                | Веселе                 | Storm Shadow           | склад боєприпасів                        | 24.07.2023 |                                                    |                       |                      |                      |                                                         |
| Україна                | Україна                | ракета GMLRS           | Р-330Ж «Житель»                          | 24.07.2023 |                                                    |                       |                      |                      |                                                         |
| Україна                | Україна                | AGM-88                 | не встановлено                           | 25.07.2023 |                                                    |                       |                      |                      |                                                         |
| Україна                | Україна                | ракета GMLRS           | 2x БМ-21 «Град»                          | 26.07.2023 |                                                    |                       |                      |                      |                                                         |
|                        |                        |                        |                                          | 26.07.2023 | Україна                                            | Україна               | 33/36                | Х-101*               | перехоплено ППО                                         |
| 3/3                    | Калібр                 |                        |                                          | 26.07.2023 | Україна                                            | Україна               |                      |                      | перехоплено ППО                                         |
| Хмельницька обл.       | Старокостянтинів       | 4/4                    | Х-47М                                    | 26.07.2023 | не встановлено                                     |                       |                      |                      |                                                         |
| 27.07.2023             | Одеська обл.           | Одеська обл.           | 0/2                                      | Калібр     | портова інфраструктура                             |                       |                      |                      |                                                         |
| Запорізька обл.        | Запорізька обл.        | ракета GMLRS           | БМ-21 «Град»                             | 28.07.2023 | Дніпропетровська обл.                              | Дніпро                | 0/2                  | Іскандер-М           | адміністративна та житлова будівля, жертви: 0/9         |
| Донецька обл.          | Шахтарськ              | —                      | нафтобаза                                | 28.07.2023 |                                                    |                       |                      |                      |                                                         |
| РФ, Таганрог           | РФ, Таганрог           | 5В28                   | будівлі на пров. Лєрмонтовскій, 22       | 28.07.2023 |                                                    |                       |                      |                      |                                                         |
| РФ, Азов               | РФ, Азов               | 5В28                   | пустир                                   | 28.07.2023 |                                                    |                       |                      |                      |                                                         |
| Херсонська обл.        | Чонгар                 | Storm Shadow           | міст                                     | 29.07.2023 | Запорізька обл.                                    | Запоріжжя             | —                    | —                    | влучання у житловий квартал, жертви: 2/2                |
| Донецька обл.          | Орлинське              | ракета GMLRS           | ЗРК 9К35 «Стріла-10»                     | 29.07.2023 | Сумська обл.                                       | Суми                  | —                    | —                    | влучання у заклад освіти, жертви: 1/5                   |
| Донецька обл.          | Новопетриківка         | M30A1                  | 9С36М (складова 9К37 «Бук»)              | 30.07.2023 |                                                    |                       |                      |                      |                                                         |
| Донецька обл.          | Новопетриківка         | M30A1                  | ТЗМ (складова 9К37 «Бук»)                | 30.07.2023 |                                                    |                       |                      |                      |                                                         |
| Донецька обл.          | Красна Поляна          | —                      | військова інфраструктура                 | 31.07.2023 | Дніпропетровська обл.                              | Кривий Ріг            | 0/1                  | Іскандер-М           | влучання у житловий будинок, жертви: 6/75               |
| дата не встановлена    |                        |                        |                                          |            |                                                    |                       |                      |                      |                                                         |
| Україна                | Україна                | ракета GMLRS           | 9К35 «Стріла-10»                         |            |                                                    |                       |                      |                      |                                                         |

*Х-101/Х-555/Х-55

### Серпень
Зафіксовано щонайменше 138 ракет з російського боку. 95 ракет було перехоплена силами ППО, щонайменше 2 ракети передчасно вибухнули/впали.
- Ракетний удар по Покровську 7 серпня 2023

| Удари завдані Україною | Удари завдані Україною | Удари завдані Україною | Удари завдані Україною                                   | дата       | Удари завдані Росією                        | Удари завдані Росією   | Удари завдані Росією | Удари завдані Росією | Удари завдані Росією                                    |
| регіон                 | місце                  | ракети                 | влучання                                                 | дата       | регіон                                      | місце                  | ракети               | ракети               | влучання, загиблі/поранені                              |
| ---------------------- | ---------------------- | ---------------------- | -------------------------------------------------------- | ---------- | ------------------------------------------- | ---------------------- | -------------------- | -------------------- | ------------------------------------------------------- |
| Херсонська обл.        | острів Джарилгач       | ракета GMLRS           | військова інфраструктура                                 | 01.08.2023 |                                             |                        |                      |                      |                                                         |
| АР Крим                | АР Крим                | Storm Shadow           | перехоплено ППО                                          | 02.08.2023 |                                             |                        |                      |                      |                                                         |
| Запорізька обл.        | Токмак                 | —                      | військова інфраструктура                                 | 03.08.2023 |                                             |                        |                      |                      |                                                         |
| Запорізька обл.        | Ільїне                 | —                      | військова інфраструктура                                 | 03.08.2023 |                                             |                        |                      |                      |                                                         |
| Донецька обл.          | Роти                   | ракета GMLRS           | ??? (складова 9К37 «Бук»)                                | 03.08.2023 |                                             |                        |                      |                      |                                                         |
| Україна                | Україна                | ракета GMLRS           | 9А39 (складова 9К37 «Бук»)                               | 03.08.2023 |                                             |                        |                      |                      |                                                         |
| Україна                | Україна                | ракета GMLRS           | 3х 2А65 «Мста-Б»                                         | 04.08.2023 |                                             |                        |                      |                      |                                                         |
|                        |                        |                        |                                                          | 05.08.2023 | Хмельницька обл.                            | Хмельницька обл.       | ?/3                  | Х-47М                | елеватор, пошкодження цивільної забудови                |
| 12/14                  | Калібр                 |                        |                                                          | 05.08.2023 | Хмельницька обл.                            | Хмельницька обл.       |                      |                      | елеватор, пошкодження цивільної забудови                |
| Запорізька обл.        | Запорізька обл.        | —                      | Х-35                                                     | 05.08.2023 | не встановлено                              |                        |                      |                      |                                                         |
| Херсонська обл.        | Чонгар                 | Storm Shadow           | міст                                                     | 06.08.2023 | Україна                                     | Україна                | 5/6                  | Калібр               | не встановлено                                          |
| Херсонська обл.        | Генічеськ              | Storm Shadow           | міст                                                     | 06.08.2023 | Україна                                     | Україна                | 13/20                | Х-101*               | не встановлено                                          |
| Донецька обл.          | Бахмутський р-н        | ракета GMLRS           | 2х 2С1 «Гвоздика», Д-30                                  | 07.08.2023 | Дніпропетровська обл.                       | Синельниківський р-н   | —                    | —                    | не встановлено                                          |
| Донецька обл.          | Бахмутський р-н        | ракета GMLRS           | 2А65 «Мста-Б»                                            | 07.08.2023 | Донецька обл.                               | Покровськ              | 0/2                  | Іскандер             | подвійний удар по житловому будинку, жертви: 9/80       |
|                        |                        |                        |                                                          | 09.08.2023 | Донецька обл.                               | Донецька обл.          | 1/1                  | Р-37М                | ймовірне помилкове падіння ракети                       |
| Запорізька обл.        | Запоріжжя              | 0/1                    | Х-35                                                     | 09.08.2023 | приміщення православного храму, жертви: 3/9 |                        |                      |                      |                                                         |
| Запорізька обл.        | 10.08.2023             | Запоріжжя              | 0/1                                                      | Іскандер-К | удар по готелю Reikartz, жертви: 1/16       |                        |                      |                      |                                                         |
| 11.08.2023             | Івано-Франківська обл. | Коломия                | 1/4                                                      | Х-47М      | влучання у житлову забудову, жертви: 1/0    |                        |                      |                      |                                                         |
| АР Крим                | Керченська протока     | 5В28                   | заявлено про спроби атакувати міст                       | 12.08.2023 | Херсонська обл.                             | Херсонський р-н        | 1/1                  | Точка-У              | було виявлено і знешкоджено російську ракету            |
|                        |                        |                        |                                                          | 12.08.2023 | Дніпропетровська обл.                       | Кривий Ріг             | 0/1                  | —                    | не встановлено, жертви: 0/0                             |
| Херсонська обл.        | Херсонська обл.        | ракета GMLRS           | військова інфраструктура                                 | 13.08.2023 |                                             |                        |                      |                      |                                                         |
| Донецька обл.          | Юр'ївка                | Storm Shadow           | військова інфраструктура                                 | 14.08.2023 | Одеська обл.                                | Одеса                  | 8/8                  | Калібр               | перехоплено ППО, пошкодження уламками, жертви: 0/3      |
| Херсонська обл.        | Херсонська обл.        | ракета GMLRS           | військова інфраструктура                                 | 14.08.2023 |                                             |                        |                      |                      |                                                         |
| Запорізька обл.        | Бердянськ              | —                      | не встановлено                                           | 14.08.2023 |                                             |                        |                      |                      |                                                         |
| Херсонська обл.        | Привільне              | ракета GMLRS           | машини комплексу С-300В4                                 | 15.08.2023 | Львівська область                           | Львів                  | 16/28                | —                    | влучання 6 ракет у житлові квартали, жертви: 0/15       |
|                        |                        |                        |                                                          | 15.08.2023 | Волинська область                           | Луцьк                  | 16/28                | —                    | завод по виробництву підшипників, жертви: 3/3           |
| Черкаська область      | Сміла                  | —                      | влучання 2 ракет у медзаклад і підприємство, жертви: 0/0 | 15.08.2023 |                                             |                        | 16/28                |                      |                                                         |
| Дніпропетровська обл.  | Дніпро                 | —                      | промислова інфраструктура                                | 15.08.2023 |                                             |                        | 16/28                |                      |                                                         |
| Донецька обл.          | Світлодарськ           | ракета GMLRS           | Р-330Ж «Житель»                                          | 16.08.2023 |                                             |                        |                      |                      |                                                         |
| Херсонська обл.        | Приморське             | M31A1                  | військова інфраструктура                                 | 16.08.2023 |                                             |                        |                      |                      |                                                         |
| Запорізька обл.        | Бердянськ              | —                      | не встановлено                                           | 17.08.2023 |                                             |                        |                      |                      |                                                         |
| АР Крим                | АР Крим                | 5В28                   | не встановлено                                           | 19.08.2023 | Чернігівська обл.                           | Чернігів               | 0/1                  | Іскандер             | влучання ракети у Чернігівський драмтеатр, жертви 7/129 |
| Донецька обл.          | Донецька обл.          | ракета GMLRS           | 2С7 «Піон»                                               | 20.08.2023 |                                             |                        |                      |                      |                                                         |
| Запорізька обл.        | Бердянськ              | —                      | військова інфраструктура                                 | 21.08.2023 |                                             |                        |                      |                      |                                                         |
| Запорізька обл.        | Токмак                 | ракета GMLRS           | військова інфраструктура                                 | 22.08.2023 | Дніпропетровська обл.                       | Кривий Ріг             | —                    | —                    | пошкодження житлових будинків, жертви: 0/1              |
| Запорізька обл.        | Токмак                 | —                      | військова інфраструктура                                 | 24.08.2023 | Дніпропетровська обл.                       | Дніпро                 | 0/1                  | —                    | влучання у будівлю залізничного вокзалу                 |
| Запорізька обл.        | Скелювате              | ракета GMLRS           | РЛС «Прєдєл-Е»                                           | 25.08.2023 | Україна                                     | Україна                | 2/2                  | Х-59                 | перехоплено ППО                                         |
| РФ, Калузька обл.      | РФ, Калузька обл.      | 5В28                   | не встановлено                                           | 25.08.2023 | Україна                                     | Україна                |                      |                      | перехоплено ППО                                         |
|                        |                        |                        |                                                          | 25.08.2023 | Україна                                     | Україна                | 2/2                  | Калібр               | перехоплено ППО                                         |
| 26.08.2023             | Донецька обл.          | Краматорськ            | —                                                        | —          | пошкодження цивільної інфраструктури        |                        |                      |                      |                                                         |
| Запорізька обл.        | Бердянськ              | —                      | військова інфраструктура                                 | 27.08.2023 | Київська обл.                               | Київська обл.          | 4/4                  | Х-101*               | пошкодження уламками житлових будинків                  |
|                        |                        |                        |                                                          | 27.08.2023 | центр і північ України                      | центр і північ України | 4/4                  | Х-101*               | перехоплено ППО                                         |
| Херсонська обл.        | Залізний Порт          | ракета GMLRS           | РЛС Прєдєл-Е                                             | 28.08.2023 | Полтавська обл.                             | Гоголеве               | 2/4                  | Калібр               | сільськогосподарська інфраструктура, жертви: 4/5        |
| Херсонська обл.        | Залізний Порт          | ракета GMLRS           | машина РЕБ 85Я6 «Леєр-2»                                 | 28.08.2023 | Дніпропетровська обл.                       | Кривий Ріг             | 2/2                  | Х-59                 | перехоплено ППО, пошкодження уламками                   |
| Харківська обл.        | Великий Виселок        | ракета GMLRS           | 2С19 «Мста-С»                                            | 29.08.2023 |                                             |                        |                      |                      |                                                         |
| Донецька обл.          | Донецьк                | AGM-88                 | не встановлено                                           | 30.08.2023 | Україна                                     | Україна                | 28/28                | Х-101*               | перехоплено ППО, ураження уламками, жертви: 2/3         |
| Україна                | Україна                | ракета GMLRS           | 2А65 «Мста-Б»                                            | 31.08.2023 |                                             |                        |                      |                      |                                                         |
| Херсонська обл.        | Херсонська обл.        | ракета GMLRS           | військова інфраструктура                                 | 31.08.2023 |                                             |                        |                      |                      |                                                         |

*Х-101/Х-555/Х-55